# Opera浏览器功能
这篇文章介绍Opera网页浏览器的功能，以下按照这些特征适用平台进行分类（Opera Devices因其载体不同功能各异，Opera Devices for Wii可参照Opera browser，Opera Devices for DS可参照Opera Mobile）

## 适用于Opera、Opera Mini和Opera Mobile

### 遵守网络标准
Opera在网页标准竞赛中一直遥遥领先，直至近年KHTML家族才渐渐赶上。这种对标准的支持是内核级的。不过有意见认为，Opera对那些非标准网页的支持也相较Gecko和KHTML家族为优。

### 窗口拦截
Opera可以智能地拦截弹出窗口。

### 内容阻止
Opera提供选项阻止任何网页中的任何内容，只需知道其源地址。这个功能相当于Mozilla Firefox下流行的扩展Adblock，但由于需要手动添加，一般人不用它来屏蔽广告，而是特定格式的内容。

### 页面压缩
Opera Mini服务采用自己发明的Opera Binary Markup Language传输网页内容，其流量可比HTML节省至90%并仍能实现标准网页的大部分主要功能。

Opera Turbo服务采用自己发明的Opera Web Optimization Proxy传输网页内容，按照Opera公司发布这一产品时的说法，其流量可比HTML节省至70%并仍能实现标准网页的全部主要功能，被压缩的部分主要是图片和附加内容。Opera Mobile从9.7版起，Opera从10.0版起正式提供Opera Turbo功能。

### 快速拨号
Opera Mini固有的功能，可以通过“Ctrl”键+數字键快速定位到用戶预设的网站，在Opera 9.2被移植到桌面平台。使用者可以通过快速拨号页的“配置快速拨号”按钮或者修改speeddial.ini配置文件来修改快速拨号的数量。自Opera 11.10版本开始，Opera引入了新的快速拨号流式布局，可无限多的增加快速拨号数量并可对快速拨号页进行页面缩放。

### 搜索管理
只要网页有搜索框，就可以创建浏览器的搜索，可以调整默认搜索引擎、快速拨号搜索引擎。

### 下载管理
不逊于一般专门下载软件的下载管理器，自其诞生以来速度和稳定性在所有浏览器中稳居第一。

### Opera Link
在同一用户的不同设备之间、乃至同一设备不同账户之间同步选定的项目：“书签”、“书签栏”、“笔记”、“快速拨号”、“输入历史”和“搜索引擎”，自Opera 11开始又增加了对“内容阻止规则”的同步，自Opera 11.5更是增加了密码同步。与浏览器配合紧密，也是Opera平台下唯一可用的浏览器级书签同步工具。

## 适用于Opera和Opera Mini

### 反钓鱼
Opera自桌面版9.1起，与数字证书提供商GeoTrust和钓鱼攻击信息厂商PhishTank合作提供反钓鱼式攻击功能，二者分别提供白名单和黑名单。9.5版时，又添加了NetCraft和Haute Secure作为信息来源。当从桌面版访问受举报的网站时，会出现地址为opera:fraud-warning的页面反映相关细节；而从Mini版访问受举报的网址时，则一般是直接返回404页面，系统细节不详，但反钓鱼服务的提供毫无悬念。

### 快捷键
在Opera中，可以依据使用习惯方便地设定键盘快捷方式。Opera Mini的快捷键是以“*”或“#”开始的两位字符串，只能自定义其中的快速拨号。

### 消息來源
功能简单但性能出色的聚合器。原文为Feeds，官方中译千奇百怪，有新闻订阅、网志、网摘、频道等等。有种子预览功能，桌面版和Mini版在功能和架构上都有很大不同。

## 适用于Opera和Opera Mobile

### 笔记
便捷的笔记功能，随时保存任何心得和页面到笔记中。

### 用户脚本
即User JavaScript，用户可以控制页面中的脚本并按照自己的方式运行。

### 用户样式表
即User CSS，用户可以控制页面显示的模式。

### Widget
部分版本译为饰件，即与Opera同步运行的小控件，可以用来看时钟、玩游戏、四则运算、天气预报、更新状态等等。

### Opera Dragonfly
Opera的网页调试工具，支持HTML、CSS、JavaScript。

## 适用于Opera Mini和Opera Mobile

### 智能缩放
Opera的独有技术，可以根据网页内容自动调整页面大小以在手机屏幕显示。

## 适用于Opera

### 皮肤
包含各种肤色，Opera browser的皮肤可以自行设计并分享，Opera Mini的皮肤暂时还是由Opera公司垄断。

### 鼠标手势
Opera有完整的鼠标手势支持，且含义可以完全自行定义，用户按住右键拖动时触发机关，如按住右鍵向左是上一頁、向右是下一頁、向下是開啟新頁籤以及向上是停止。

### 语音操控
由IBM提供的10.5M插件支持的文语转换功能，可以语音控制浏览，也可以将页面读出，操作系统仅支持Windows XP和Windows 2000，语言仅提供英语。

### 缩略图
当鼠标滑行悬停到頁籤上方时，弹出该頁籤的缩略图，便于及时了解頁籤状态。

### 快进快退
Opera独有的浏览方式，快速回复到本标签的最前或最后状态。

### 页面回收站
只需按Ctrl-Z即可找回最近关闭的标签。

### 历史搜索
在历史管理中对有记录以来看过的所有页面进行搜索，歷史頁面可設為依瀏覽時間或依網址排序。

### 快速参数
当即打开或关闭页面中的弹出窗口、动画、声音、Java、插件、JavaScript、Cookies等等。

### 密码魔棒
瀏覽器的密碼管理員能保存网站密码，下一次進入同一网站时，无需重复输入用户名密码，点击「登入」按钮即可自動登录。

### 附加元件（Add-on）
可到Opera官方網站下載附加元件。

### 一键删除私人数据
Opera首创的便捷功能，可以将电脑在数秒内交由他人使用。Opera还提供一种Kiosk模式，完全不保留任何私人数据。

### 语言包
随时随意切换成任何想要的界面语言，甚至可以制作自己的语言包。

### 快速下载
将URL粘贴至快速下载框，可以强行下载任何指定链接。

### BT下载
一个简易的BitTorrent下载客户端，无需加装单独的BT软件。

### 邮件
功能丰富的电子邮件客户端，支持POP3、IMAP、简单邮件传输协议等一切当代主流邮件协议，内置联系人管理和邮件编辑工具。

### IRC聊天
最好的IRC客户端之一。

## 适用于Opera Mini

### 视频转换
即使没有视频解码器，OBML也支持压缩转换大部分的网络视频格式，如m.youtube.com。

### JSR-75
Java ME的标准，利于访问本机文件，因此可以利用Opera Mini上传、下载，Opera Mini从4.2起对该标准提供完整支持。

## 参看
- Opera
- Opera Mobile
- Opera Mini